# Kennedy Winston
Kennedy Lawrence Winston, né le 29 juillet 1984 à Prichard en Alabama, est un joueur américain de basket-ball évoluant au poste d'ailier.

## Biographie
Il a d'abord signé une lettre d'intention de jouer à l'université de Californie, mais a décidé qu'il avait besoin de se rapprocher de sa mère malade. Après que l'Université de Californie l'ait libéré, il a signé avec l'Université de l'Alabama. Il a été le meilleur marqueur avec les Crimson Tide de l'Université de l'Alabama pendant deux saisons et il a été le meilleur marqueur de la SEC conférence en 2005, avec une moyenne de 17,9 points par match. Il a aussi été sélectionné deux fois dans la meilleure équipe de la Southeastern Conference en 2004 et 2005. Il a mené son équipe au tournoi final en 2004 et en 2005, et a atteint le « Elite Eight » dans une de ces années.
Il a joué un rôle important pour son équipe Paniónios dans la Ligue grecque, durant la saison 2006-2007, en étant le meilleur marqueur de l'équipe, avec une moyenne de 14,9 points par match, 3,2 rebonds en plus, 2 passes, 1,2 interception et 2,3 balles perdues en 32,3 minutes par match. Il a été co-MVP de son équipe cette saison, avec son coéquipier Stratos Perperoglou, et à la fin de la saison ils ont tous deux décroché des contrats avec l'équipe grecque du Panathinaïkos.
Durant sa première saison avec le Panathinaïkos, Winston affiche une moyenne de 8 points et 3,1 rebonds en 19 minutes par match dans la Ligue grecque. Dans les playoffs de la saison 2007-2008 du championnat grec, en 10 matchs, il affiche en moyenne 5,9 points et 2,6 rebonds par match en 16,2 minutes de jeu. Il a attiré l'attention des médias le 17 février 2008, après avoir marqué 26 points avec 7 sur 8 à trois points contre les rivaux du Panathinaïkos, l'Olympiakos Le Pirée. Avec le Panathinaïkos, il a remporté le championnat grec 2008 et la Coupe de Grèce 2008.
Le 30 juillet 2008, il signe au Türk Telekom Ankara. Le 24 février 2009, le Real Madrid a annoncé la signature de Winston. En août 2009, Winston a signé avec le club italien du Lottomatica Roma. En août 2010, il a signé un contrat d'un an pour la saison 2010-2011 avec un autre club italien, le Virtus Bologne.
Le 4 novembre 2011, Kennedy Winston rejoint le club belge d'Ostende. Il termine cette saison en remportant le titre de champion de Belgique 2012.
Le 25 décembre 2012, il renforce le club français de Gravelines Dunkerque. Il rejoint ainsi son ancien coéquipier à Ostende, Dwight Buycks. Il remporte notamment de la  Disney Land Leaders Cup 2013.
Depuis 2005, il a joué dans 5 ligues différentes, pour un total de 195 matchs, marqué 2184 points soit une moyenne de 11,2 points par match.

## Clubs

### Université
- 2002-2005 :  Université de l'Alabama (NCAA)[4]

### Professionnel
- 2005-2006 :  Gran Canaria (Liga ACB)
- 2006-2007 :  Paniónios (ESAKE)
- 2007-2008 :  Panathinaïkos (ESAKE)
- 2008-2009 :  Türk Telekom Ankara (TBL)
- 2009 :  Real Madrid (Liga ACB)
- 2009-2010 :  Virtus Roma (LegA)
- 2010-2011 :  Virtus Bologne (LegA)
- 2011-2012 :  Ostende (Ligue Ethias)
- Déc. 2012-2013 :  Gravelines Dunkerque (Pro A)
- 2013 :  Amchit
- 2014 :  Olympique d'Antibes (Pro A)
- 2014-2015 :  Halcones de Xalapa
- 2015 :  Malvin Montevideo
- 2015- :  Guaiqueríes de Margarita

## Distinctions personnelles
- Alabama’s Mr Basket-Ball 2001
- All-SEC 1st Team 2004 et 2005
- All-Star en Grèce 2007
- All-Star d’EuroCup 2007
- Champion de Grèce 2008
- Coupe de Grèce 2008
- Champion de Belgique 2012
- Vainqueur de la  Disney Land Leaders Cup 2013 avec le BCM Gravelines Dunkerque